# Realismo direto e indireto
"Realismo direto e indireto" é um conceito filosófico.
A questão do realismo direto ou "ingênuo", em oposição ao indireto ou realismo "representacional", surge na filosofia da percepção e da mente para fora do debate sobre a natureza da experiência consciente. A questão epistemológica de que se o mundo que vemos ao nosso redor é o mundo real em si ou simplesmente uma percepção da cópia interna desse mundo gerado por processos neurais no cérebro. 
Realismo ingênuo é conhecido como realismo direto desenvolvido para se opor ao realismo indireto, também conhecido como dualismo epistemológico, a posição filosófica de que a nossa experiência consciente não é do mundo real em si, mas de uma representação interna. Nossa realidade é uma de realidade virtual, a réplica do mundo.,
O realismo indireto é bastante equivalente à visão aceita de percepção na ciência natural que afirma que nós não podemos e não percebemos o mundo externo como ele realmente é, mas realmente apenas percebemos as nossas idéias e interpretações da modo como o mundo é. Representacionismo é um dos principais pressupostos do cognitivismo em psicologia.